# هيرونوري ساروتو
هيرونوري ساروتو (باليابانية: 猿田 浩得) (مواليد 28 أكتوبر 1982)، هو لاعب كرة قدم ياباني سابق كان يلعب كمهاجم.

## وصلات خارجية
- هيرونوري ساروتو على موقع رابطة كرة القدم اليابانية للمحترفين (اليابانية)
- هيرونوري ساروتو على موقع قاعدة بيانات كرة القدم.إي يو (الإنجليزية)
- هيرونوري ساروتو على موقع Soccerway.com (الإنجليزية)